# Noord-Rijnland

Noord-Rijnland in rood; Westfalen en Lippe in donkergrijs

Noord-Rijnland is het meest westelijke deel van de Duitse deelstaat Noordrijn-Westfalen en bestaat uit de deelgebieden Mittelrhein en Niederrhein.

## Geschiedenis
Het gebied dat onder het Landschaftsverband Rheinland (LVR) valt, was tot de Franse tijd een lappendeken van zelfstandige gebieden binnen het Heilig Roomse Rijk: Hertogdom Kleef dat toen westwaarts doorliep tot vlak bij Arnhem, Pruisisch Gelre dat toen doorliep tot de Peel, Hertogdom Gulik, Hertogdom Berg, Prinsbisdom Keulen, Vorstendom Meurs en een aantal vrije heerlijkheden. In 1815 verwierf het Koninkrijk Pruisen het gezag over het gebied, en deelde het in 1822 in bij de nieuw gevormde Rijnprovincie. Na de Tweede Wereldoorlog werd de Rijnprovincie opgedeeld door de geallieerde bezetter en werd Noord-Rijnland gevormd. Bij de stichting van Noordrijn-Westfalen  werd het in 1946 samengevoegd met Westfalen en begin 1947 met Lippe tot een nieuwe Duitse deelstaat.